# Gynanisa commixta
Gynanisa commixta is een vlinder uit de familie nachtpauwogen (Saturniidae). De wetenschappelijke naam van de soort is voor het eerst geldig gepubliceerd in 2008 door Philippe Darge.

## Type
- holotype: "male. 19.XI.2004. leg. Ph. Darge. genitalia slide Darge SAT no. 749/2008"
- instituut: Collectie Philippe Darge, Clénay, Frankrijk
- typelocatie: "Tanzania, Mbeya Region, savanne Ilongo–Igurusi, 08°46.625'S 033°46.310'E, 1770 m"